# D Ream
D:Ream – brytyjska grupa muzyczna założona w 1991 w Londonderry w Irlandii Północnej przez Petera Cunnaha (wokalista) i Ala Mackenziego (producent i DJ). Brian Cox grał na instrumentach klawiszowych. Zespół wydał 2 albumy: D:Ream On Volume 1 w 1994 i World w 1995. Formacja znana jest z takich singli jak Things Can Only Get Better i U R The Best Thing. Grupa planowała wydać trzeci album Leap of Faith, ale ostatecznie zakończyła swoją działalność w 1997. Peter Cunnah prowadzi odtąd karierę solową.

## Dyskografia
- D:Ream On Volume 1 (1994)
- World (1995)
- The Best of D:Ream (1997)
- The Platinum Collection (2006)